# Iteaphila cormus
Iteaphila cormus är en tvåvingeart som först beskrevs av Walker 1849.  Iteaphila cormus ingår i släktet Iteaphila, ordningen tvåvingar, klassen egentliga insekter, fylumet leddjur och riket djur. Inga underarter finns listade i Catalogue of Life.